# Żary (gromada)
Żary – dawna gromada, czyli najmniejsza jednostka podziału terytorialnego Polskiej Rzeczypospolitej Ludowej w latach 1954–1972.
Gromady, z gromadzkimi radami narodowymi (GRN) jako organami władzy najniższego stopnia na wsi, funkcjonowały od reformy reorganizującej administrację wiejską przeprowadzonej jesienią 1954 do momentu ich zniesienia z dniem 1 stycznia 1973, tym samym wypierając organizację gminną w latach 1954–1972.
Gromadę Żary z siedzibą GRN w mieście Żary (nie wchodzącym w jej skład) utworzono 1 stycznia 1958 w powiecie żarskim w woj. zielonogórskim na mocy uchwały nr V/24/57 WRN w Zielonej Górze z dnia 15 listopada 1957 z obszarów zniesionych gromad Lubomyśl i Sieniawa Żarska; równocześnie do gromady Żary włączono wieś Marszów ze znoszonej gromady Kunice Żarskie w tymże powiecie; z gromady Żary wyłączono natomiast wieś Górka (przyłączonej z gromady Sieniawa Żarska), włączając ją do gromady Lipinki Łużyckie tamże.
1 stycznia 1972 do gromady Żary włączono tereny o powierzchni 1692 ha (miejscowość Siodło) z miasta Kunice Żarskie oraz tereny o powierzchni 606 ha z miasta Żary w tymże powiecie.
Gromada przetrwała do końca 1972 roku, czyli do kolejnej reformy gminnej. 1 stycznia 1973 w powiecie żarskim utworzono gminę Żary.